# Eva Cockcroft
Eva Susan Cockcroft (geboren als Eva Sperling 27. September 1936 in Wien; gestorben 1. April 1999 in Venice (Los Angeles)) war eine US-amerikanische Malerin und Kunsthistorikerin.

## Leben

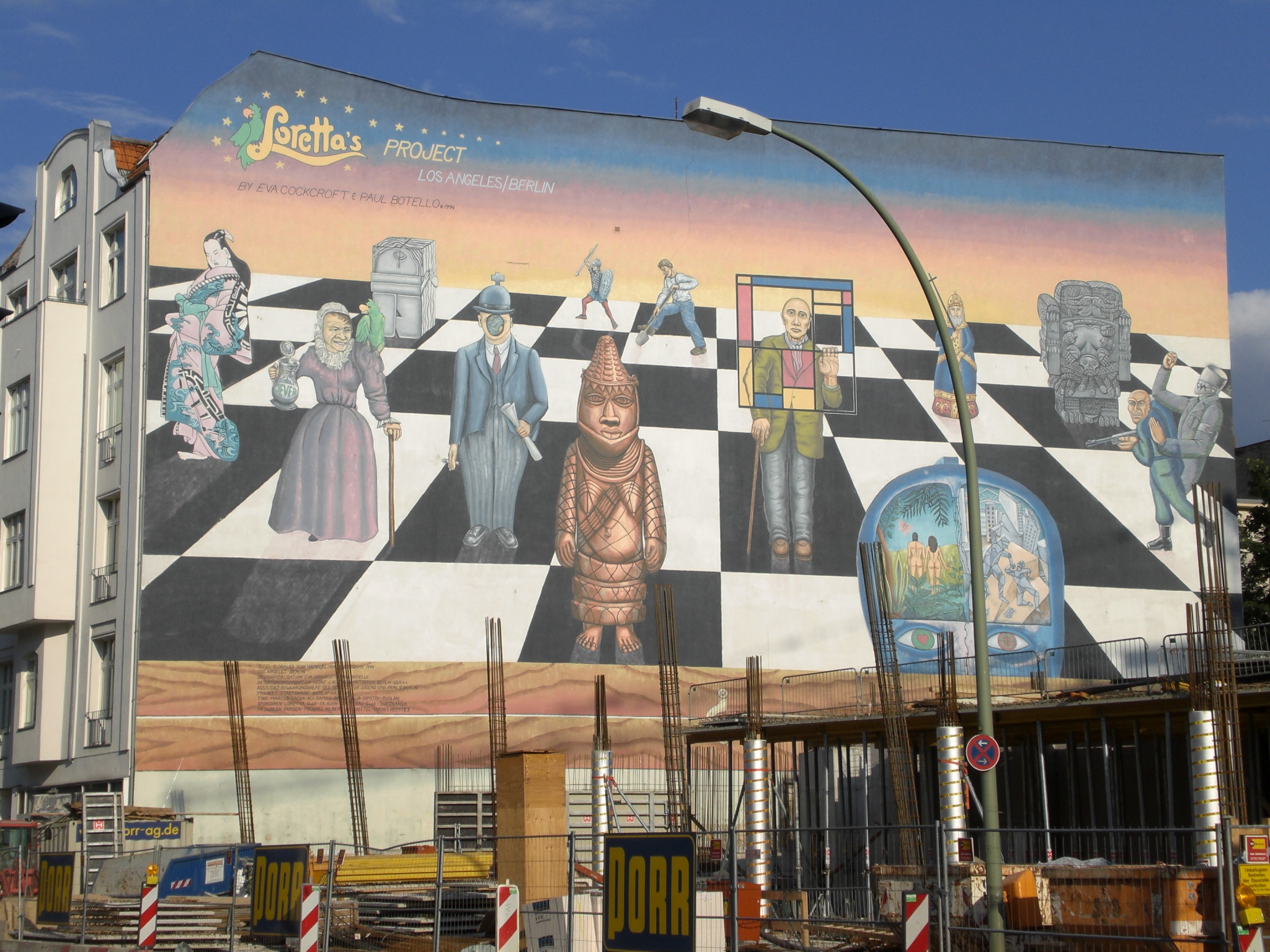
Cockcrofts Wandbild in Berlin, Lietzenburger Straße (Zustand 2008)

Eva Sperling war die Tochter des Psychoanalytikers Otto Sperling (1899–2002) und der Psychoanalytikerin Melitta Sperling (1899–1973), ihr 1934 geborener Bruder George Sperling wurde als kognitiver Psychologe bekannt. Nach dem Anschluss Österreichs 1938 floh die Familie in die USA.
Sperling studierte Anglistik an der Cornell University mit einem B.A. im Jahr 1960 und später Kunstgeschichte an der Rutgers University mit einem M.A. im Jahr 1974. Sie heiratete 1957 den politischen Analysten James (Jim) Cockcroft (1935–2019), sie hatten drei Söhne, die Ehe wurde 1981 geschieden. Cockcroft gab 1977 mit John Weber und Jim Cockcroft eine Überblicksdarstellung zur Wandmalerei heraus. Sie war Mitgründerin des Künstlerkollektivs Artmakers Inc. und malte 1985 eines der Wandgemälde (Murals) unter dem Thema La Lucha Continua auf der Plaza Cultural in East Village (Manhattan). Sie schuf über 25 Murals in New York und New Jersey, sowie weitere in Los Angeles, Nicaragua und in Deutschland.
Sie zog später nach Los Angeles, wo sie an der California State University, Long Beach und der University of California, Irvine Malerei und Kunstgeschichte lehrte.
Bekannt wurden die Gemälde Homage to Seurat: La Grande Jatte in Harlem (1986) und Earth Memory in Los Angeles.

## Schriften (Auswahl)
- Abstract Expressionism, Weapon of the Cold War, in: Artforum, 1974
- Eva Cockcroft, John Weber, Jim Cockcroft: Toward a people's art : the contemporary mural movement. New York : Dutton, 1977
- The United States and Socially Concerned Latin American Art, in: The Latin American Spirit: Art and Artists in the United States, 1920–1970 [The Bronx Museum of the Arts, New York City, September 29, 1988 – January 29, 1989]. New York: The Bronx Museum of the Arts – Harry N. Abrams, 1988, S. 184–221
- Eva Sperling Cockcroft, Holly Barnet-Sanchez (Hrsg.): Signs from the Heart: California Chicano Murals. University of New Mexico Press, 1993